# Helen Raye
Pour les articles homonymes, voir Raye.
Helen Raye est une karatéka britannique surtout connue pour avoir remporté l'épreuve de kumite individuel féminin moins de 53 kilos aux championnats d'Europe de karaté 1983 et l'épreuve de kata individuel féminin aux championnats d'Europe de karaté 1984.

## Résultats
| Résultat          | Date | Épreuve                   | Catégorie | Compétition                | Ville hôte         |
| ----------------- | ---- | ------------------------- | --------- | -------------------------- | ------------------ |
| Médaille d'argent | 1983 | Kata individuel           | Seniors   | Championnats d'Europe 1983 | Madrid, en Espagne |
| Médaille d'or     | 1983 | Kumite individuel - 53 kg | Seniors   | Championnats d'Europe 1983 | Madrid, en Espagne |
| Médaille d'or     | 1984 | Kata individuel           | Seniors   | Championnats d'Europe 1984 | Paris, en France   |
| Médaille d'argent | 1985 | Kata individuel           | Seniors   | Championnats d'Europe 1985 | Oslo, en Norvège   |